# Stauchitz
Stauchitz település Németországban, azon belül Szászország tartományban. Lakosainak száma 3051 fő (2023. december 31.). Stauchitz Ostrau, Riesa és Hirschstein községekkel határos.

## Népesség
A település népességének változása:
| Lakosok száma | 3115 | 3112 | 3112 | 3102 | 3051 |
|               | 2017 | 2019 | 2021 | 2022 | 2023 |